# Dänische Badmintonmeisterschaft 1968
Die Dänische Badmintonmeisterschaft 1968 fand in Kopenhagen statt. Es war die 38. Austragung der nationalen Titelkämpfe im Badminton in Dänemark.

## Titelträger
| Disziplin    | Sieger                                              |
| ------------ | --------------------------------------------------- |
| Herreneinzel | Svend Pri, Amager BC                                |
| Dameneinzel  | Ulla Strand, Københavns BK                          |
| Herrendoppel | Erland Kops, Københavns BK Henning Borch, Amager BC |
| Damendoppel  | Anne Flindt Bente Flindt Sørensen, Gentofte BK      |
| Mixed        | Svend Pri, Amager BC Ulla Strand, Københavns BK     |